# 楊日松
楊日松（1927年11月23日—2011年11月23日），台灣法醫，日治台灣新竹州苗栗郡公館（今苗栗縣公館鄉）人，經手許多重大案件，被譽為「台灣福爾摩斯」，並常被與同出身台灣的旅美鑑識專家李昌鈺相比較。

## 生平
楊日松於高中時期負笈日本留學，二次大戰戰後回台畢業於國立臺灣大學醫學院醫學專修科，並再取得東京帝國大學醫學博士。學生時代有別於一般醫學生的懸壺濟世志向，選擇就讀較為冷門的「法醫學」，並被引薦至臺灣省警務處實習，畢業後即進入該處服務，1949年3月，隨著刑事警察總隊成立，成為法醫組的一員。1979年2月，內政部警政署刑事警察局調整內部組織成立法醫室，負責死因、藥毒物鑑定等業務，由楊日松擔任法醫室主任一職。在職期間，楊日松為提升台灣法醫學會的執行能力也努力推動成立「中華民國法醫學會」，該學會亦於1984年成立。
1990年12月28日，楊日松在準備外出解剖之際，突然感到身體不適，被子女強制送醫，出現輕度腦中風，但楊日松僅休息了一個月便回到工作崗位，直到1998年楊日松才正式以「法醫室主任」之職務退休並獲頒「特種領綬景星勳章」，退休後楊日松仍經常到內政部警政署刑事警察局法醫室傳承經驗，其在台灣警界和司法界桃李滿天下，堪稱法醫界的傑出代表人物。
2010年11月14日，經診斷罹患大腸癌。隔年生日當天凌晨3時56分於臺北國泰醫院病逝，享壽84歲。

### 褒揚令
時任中華民國總統馬英九於2011年12月6日明令褒揚內政部警政署刑事警察局法醫室前主任楊日松，褒揚令全文：
|  | 內政部警政署刑事警察局法醫室前主任楊日松，澹泊軒秀，朗暢深微。少歲卒業國立臺灣大學醫學院，繼負笈日本獲東京大學醫學博士學位，矢志昌明人權保障醫學，其道獨行，理致清遠。歷任刑事局研究員、技正等職，宵衣旰食，卓擅英聲。尤以籌擘接掌法醫室主任，首創DNA實驗室，落實科學辦案精神，強化解剖毒物勘檢；相驗空難事故遺骸，協助偵破重大命案，抽絲剝繭，周密析疑；掬誠竭智，撫慰人心。嗣推動成立中華民國法醫學會暨法務部法醫研究所，提供先進專業見解，襄理刑案偵查；強化刑事鑑識水準，維護社會正義，輔警弼教，提攜後進；毋縱毋枉，平治有序，允為國內法醫界泰斗。曾獲頒四等景星勳章暨內政部一等二級警察獎章殊譽，攀轅扣馬，身退有榮。綜其生平，懋績嘉猷冠冕半世紀，洪規格範綿歷五十載，運斤遺技，才德千秋；達士拔俗，聿昭史冊。遽聞溘然長辭，愴悼彌殷，應予明令褒揚，用示政府崇念賢哲之至意。 |

## 經手重大案件
屈尺分屍案
1959年，發生在新店屈尺的分屍案，死者是名遭到同僚殺害分屍的老榮民。該案死者頭顱長期於刑事警察局保存在福馬林中，據稱頭髮和下巴的鬍鬚會變長，後於2020年火化。電影《運轉手之戀》曾出現該顆頭顱。
尹清楓命案
江子翠分屍案
井口真理子命案
謝坤倉命案
白曉燕命案
另外白色恐怖時期之林義雄林宅血案與陳文成命案還有瑠公圳分屍案也是由楊日松博士驗屍。

## 軼事
- 楊日松一生曾解剖超過三萬具遺體，而他解剖時從不戴口罩和手套，甚至曾經親嚐屍水，曾因此染上屍毒[6][7][8]。
- 楊日松表示曾碰過多起靈異事件[9]，而他本人在日落後不談驗屍相關事務[10]。

## 相關書籍
| 年份         | 書名                                               | 作者                         | 出版社                       | ISBN               |
| ------------ | -------------------------------------------------- | ---------------------------- | ---------------------------- | ------------------ |
| 1995年       | 《神探法醫－楊日松》                               | 呂政達著                     | 大村文化                     | ISBN 9789579356787 |
| 1996年       | 《世紀洗冤人：楊日松傳奇》                         | 楊日松口述，湯坤山、徐慧琴編 | 千宇文化出版、聯經出版總經銷 | ISBN 9579894701    |
| 2001年       | 《鐵膽佛心－楊日松法醫》                           | 呂政達著                     | 思文堂出版                   | ISBN 9789573032731 |
| 2012年4月5日 | 《楊日松傳奇（增訂版）：現代包青天，法醫界的教父》 | 楊日松口述，湯坤山、徐慧琴編 | 秋雨文化                     | ISBN 9789867120373 |